# Mnesarchos (zoon van Pythagoras)
Mnesarchos was de kleinzoon van Mnesarchos en was de zoon van Pythagoras en Theano.
Net als zijn beide ouders was hij een pythagoreïsch filosoof. Volgens onder anderen Iamblichos (Vit. Pyth. C 36.) zou Mnesarchos Aristaeus hebben opgevolgd als hoofd van de pythagoreïsche school. Volgens Photios I(Cod. 259, p. 438, b. ed. Bekker) zou hij echter vroegtijdig gestorven zijn. Hij werd opgevolgd door Bulagoras.

## Referentie
- W. Smith, art. Mnesarchus (2), in W. Smith (ed.), A dictionary of Greek and Roman biography and mythology, II, Boston, 1867, p. 1106.